# Cantonul Saint-Paul-1
Cantonul Saint-Paul-1 este un canton din arondismentul Saint-Paul, Réunion, Franța.